# Triangle de présignalisation
Le triangle de présignalisation, également appelé triangle de sécurité en Suisse, au Luxembourg ou au Canada, triangle de danger en Belgique, ou triangle de panne en Suisse, est un équipement de sécurité dont la possession est obligatoire dans l’habitacle de la voiture dans de nombreux pays pour tout automobiliste conduisant un véhicule à moteur.
Au Canada, on peut également utiliser un réflecteur portatif, le triangle de sécurité étant lui-même un réflecteur portatif[réf. souhaitée].

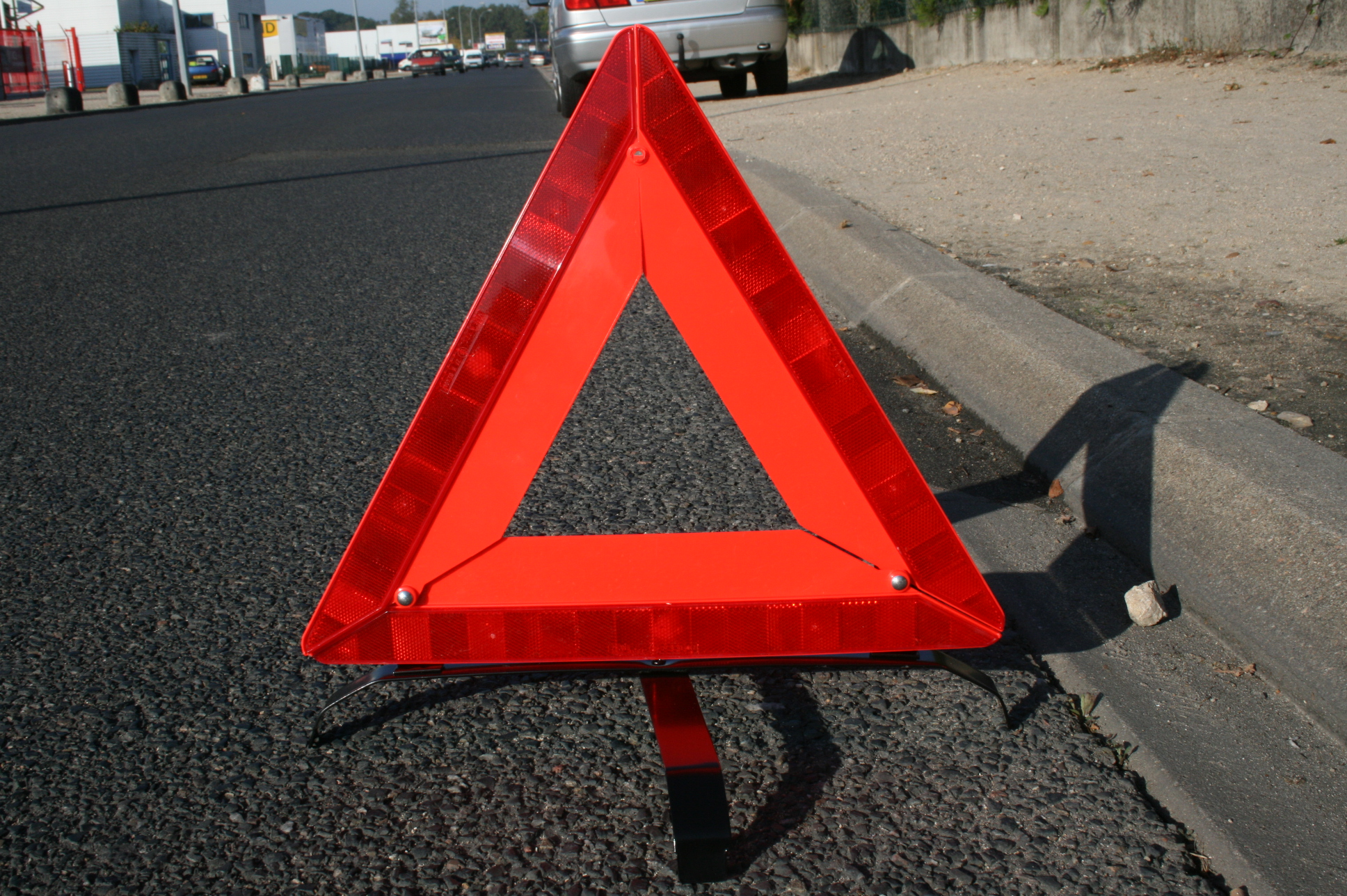
Triangle de présignalisation.

## Fonctions
Cet équipement a pour fonction de renforcer la sécurité des usagers en situation d'arrêt d'urgence : le conducteur doit être mieux perçu par les autres usagers lorsqu'il sort de son véhicule et ce véhicule en difficulté doit être mieux signalé. 

## Kit de sécurité
Le triangle de présignalisation fait partie d’un ensemble d’équipements indispensables en cas d’accidents, que l’on appelle un kit de sécurité.
Le kit de sécurité peut comprendre, suivant les pays et le type de véhicule :
- Un ou plusieurs triangles de présignalisation ;
- Un ou plusieurs gilets de sécurité;
- Un ou plusieurs extincteurs d'incendie,
- Un coffret ou une trousse de secours.

## Histoire

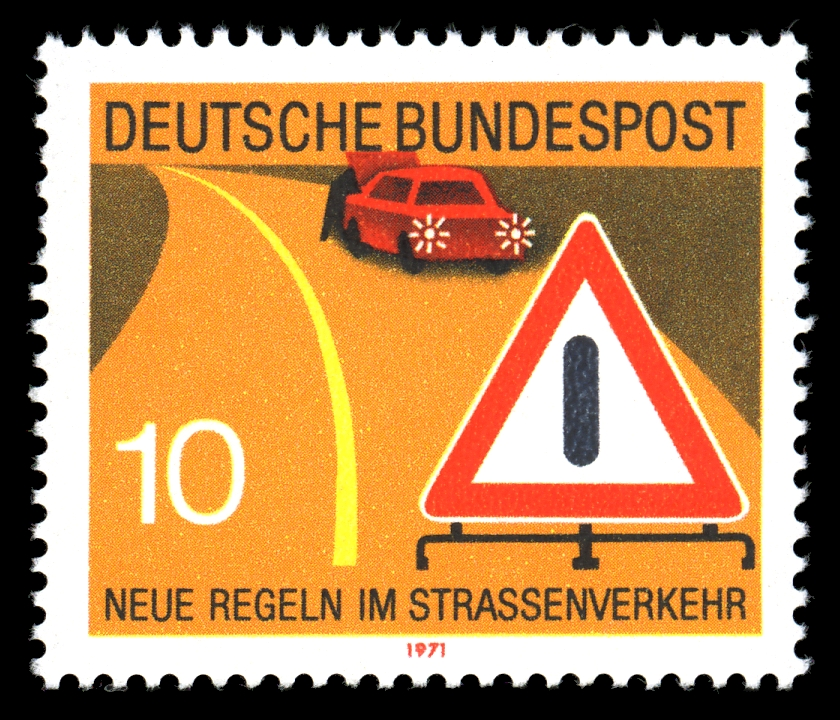

En Europe, l’accord de Genève du 20 mars 1958 définit les « Prescriptions uniformes relatives à l’homologation des triangles de présignalisation ».
Dans les années 70, la plupart des pays européens rendent obligatoire le triangle de présignalisation pour les poids lourds. La Belgique est probablement le premier pays à avoir légiféré sur l’obligation du port d’un triangle de présignalisation pour l'ensemble de véhicules à moteur, puisque celui-ci est obligatoire depuis 1968.
En France, c’est en 1972 qu’entre en vigueur la première réglementation sur les dispositions à respecter en cas d’arrêt en situation dangereuse, mais le triangle n’est alors obligatoire que pour les poids lourds. 
Il faudra attendre les années 2000 pour que de nombreux pays européens rendent obligatoire l’utilisation d’un triangle de présignalisation pour tous les véhicules et surtout l’utilisation d’un gilet de sécurité. L’Italie le fait le 1er avril 2004. Elle est suivie par l’Espagne le 24 juillet 2004, puis par le Portugal fin 2004, l’Autriche le 1er mars 2005, le Luxembourg le 1er avril 2008 et la France le 30 juillet 2008.
En janvier 2007, la Belgique rend obligatoire le port d’un gilet de sécurité.

## Caractéristiques
Le triangle de présignalisation est équilatéral bordé de rouge et ayant au moins 40 cm de côté. Les bords rouges de ces signaux sont pourvus de produits réfléchissants et ont au moins 5 cm de largeur. La partie centrale peut être évidée ou à fond blanc.

## Réglementation selon les pays

### Allemagne
Le triangle de présignalisation est obligatoire.

### Autriche
Le triangle de présignalisation et un gilet de sécurité sont obligatoires pour tous les automobilistes.

### Belgique
Dès 1968, le code de la Route prévoit dans son article 70 qu’un triangle de danger, permettant de signaler l'immobilisation d'un véhicule ou la chute de son chargement sur la voie publique, doit se trouver à bord de tout véhicule automobile.
C’est en fait l'arrêté royal du 1er décembre 1975 qui constitue les fondements du Code de la route actuel.
Selon l’article 81.2 du Code de la route, les accessoires suivants doivent se trouver à bord de tout véhicule automobile :
- un triangle de danger ;
- un ou deux extincteurs d'incendie ;
- un coffret ou une trousse de secours.

Selon l’article 51 du Code de la Route, le triangle de danger est placé en deçà du véhicule dans une position sensiblement verticale, à une distance minimale de 30 mètres sur les voies ordinaires et de 100 mètres sur les autoroutes, et de sorte qu'il soit visible à une distance d'environ 50 mètres pour les conducteurs qui s'en approchent.
Dans les agglomérations, aux endroits où la distance de 30 mètres ne peut être respectée, le triangle de danger peut être placé à une distance moindre, et éventuellement sur le véhicule.
Avec l’arrêté royal du 7 janvier 2007,
l’usage d’un gilet de sécurité rétroréfléchissant devient obligatoire : Sur les autoroutes et routes pour automobiles, le conducteur d’un véhicule en panne qui est rangé à un endroit où l’arrêt et le stationnement sont interdits doit porter une veste de sécurité rétroréfléchissante dès qu’il sort de son véhicule.
Il n’est par contre pas imposé de spécifications pour ce gilet.

### Canada
Au Nouveau-Brunswick, en cas de panne sur une route la nuit, le conducteur doit immédiatement placer un réflecteur portatif ou un panneau réfléchissant portatif à une distance d’environ 30 mètres à l’arrière du véhicule, au bord ou près du bord de la chaussée[réf. nécessaire].
Le conducteur d’un camion de plus de deux mètres de largeur hors-tout, d’un autobus pour le transport de passagers ou d’un véhicule à moteur remorquant une roulotte ou un camion-tracteur doit déployer trois réflecteurs : un près du véhicule, un deuxième à 30 mètres à l’arrière du véhicule et le troisième à 30 mètres à l’avant du véhicule en panne. Un triangle de sécurité rouge est reconnu comme un réflecteur portatif.

### Espagne
La possession de deux triangles de présignalisation est obligatoire.
Plus récemment, la nouvelle réglementation se tourne  vers la balise d’avertissement V16, qui est obligatoire à partir de 2026.

### France
La première réglementation sur le triangle de présignalisation remonte à 1972. Sont alors considérés comme dangereux l'arrêt et le stationnement à proximité des intersections de routes, des virages, des sommets de côte et des passages à niveau lorsque la visibilité est insuffisante. Pour effectuer une telle manœuvre ou si tout ou partie du chargement du véhicule tombe sur la chaussée sans pouvoir être immédiatement relevé, le conducteur doit assurer la présignalisation de l'obstacle en allumant ses feux de détresse ou en mettant en place un triangle de présignalisation.
L'arrêté du 2 janvier 1973 précise les modalités d'application. Le triangle est obligatoire pour les véhicules de plus de 3,5 tonnes de poids total en charge. Il n'est par contre pas obligatoire pour un véhicule léger s'il est équipé de feux de détresse, mais il le devient si ce n’est pas le cas. Ainsi en théorie, le conducteur d'un véhicule léger n'étant jamais assuré que ses feux de détresse ne tombent pas en panne, devait avoir de fait déjà depuis 1972 un triangle dans son véhicule.
Dans le décret de 2001, une simple conjonction de coordination modifie légèrement le sens de la phrase définissant les situations de danger. L'arrêt et le stationnement dans les mêmes conditions que précédemment sont désormais considérées comme dangereuses quelle que soit la visibilité, et en outre tous les arrêts sont considérés dangereux dès lors que la visibilité est insuffisante.
Le conducteur doit, dans ces conditions assurer la présignalisation de l'obstacle en faisant usage de ses feux de détresse ou d'un triangle de présignalisation ou de l'ensemble de ces deux dispositifs. La nouveauté est dans l'ajout d'une sanction : le non-respect de ces dispositions est puni de l'amende prévue pour les contraventions de la quatrième classe.
Avec le décret du 30 juillet 2008, le « ou » est remplacé par « et ». L’utilisation d’un triangle de présignalisation et des feux de détresse deviennent obligatoires à compter du 1er octobre 2008 pour tous les véhicules, hormis les véhicules à deux ou trois roues et quadricycles à moteur non carrossés, les engins agricoles et les véhicules prioritaires faisant usage de leurs avertisseurs spéciaux.
Le triangle de présignalisation doit être placé sur la chaussée à une distance de 30 mètres environ, ou au-delà si nécessaire, du véhicule ou de l’obstacle à signaler tel qu’il puisse être visible pour le conducteur d’un véhicule venant sur la même voie de circulation. 
L’obligation de mise en place du triangle ne s’applique pas lorsque cette action constitue une mise en danger manifeste de la vie du conducteur. La Société des Autoroutes Paris-Normandie (SAPN) déconseille l'utilisation du triangle lors d'un arrêt sur la bande d'arrêt d'urgence.
La détention d’un extincteur d’incendie de véhicule ne demeure toutefois obligatoire que pour les véhicules de transports de marchandises. De même la trousse de secours n’est pas obligatoire.

### Luxembourg
À partir du 1er juin 2008, certains véhicules doivent être équipés comme suit :
- les véhicules routiers automoteurs doivent avoir à leur bord au moins un vêtement de sécurité ;
- les véhicules routiers automoteurs d’au moins quatre roues doivent avoir à leur bord un triangle de présignalisation ;

### Royaume-Uni
Au Royaume-Uni, il est conseillé aux automobilistes de posséder un triangle de présignalisation dans leur véhicule, mais ceci n’est pas obligatoire. En cas d’arrêt d’urgence en situation dangereuse, l’automobiliste doit allumer ses feux de détresse et, s’il possède un triangle, de le disposer à 50 mètres en arrière du véhicule sur une route secondaire et à 150 m sur une autoroute

### Tchéquie
Depuis le 1er janvier 2005, tout automobiliste doit avoir dans sa voiture :
- 1 veste de sécurité à haute visibilité, de couleur verte ;
- 1 kit de premier secours ;
- 1 paire de lunettes de secours (pour ceux qui portent des lunettes de vue) ;
- 1 triangle de présignalisation ;
- 1 boîte de lampes de secours.

### Suisse
- Le triangle de présignalisation est obligatoire ou un dispositif aussi efficace prescrit dans le pays d'immatriculation du véhicule[22].

### Russie
Le paragraphe 7.2 de la SDA: 
Еn cas d'arrêt d'un véhicule et activer l'alarme, ainsi que-en cas d'erreur ou de l'absence de signe d'arrêt d'urgence doit être immédiatement repéré:
en cas d & apos; accident;
en cas d & apos; arrêt forcé dans des endroits où il est interdit et où, compte tenu des conditions de visibilité, le véhicule ne peut pas être repéré à temps par d & apos; autres conducteurs.